# 왕개 (서진)
왕개(王愷, ? ~?)는 서진 시대의 인물로 자는 군부(君夫)이다. 왕랑(王朗)의 손자이자 왕숙(王肅)의 아들이다. 그의 누나인 왕원희(王元姫)는 사마소(司馬昭)에게 시집을 가 서진의 초대황제 세조 무황제(世祖 武皇帝)의 어머니이자 동시에 서진의 황태후가 된다.

## 생애
그는 집안이 명문일 정도로 서진의 대귀족이나, 학문으로 유명했던 누나 왕원희(王元姫)와는 달리 사치로 유명했다. 특히 후장군 시절 산기상시 석숭과 사치의 경쟁으로 라이벌 관계였다. 왕개는 사치 뿐만 아니라 인간성으로도 석숭과 호적수가 될 만 했는데, 악사가 음악을 좀 잘못 연주했다고 그 자리에서 끌어내 때려 죽였다고 한다. 말 위에서 활쏘기를 좋아해 땅을 사서 울타리를 만들고 땅 한 쪽에 돈을 깔아 당시 사람들이 금전의 제방이라고 불렀다는 등의 석숭과 비슷한 일화가 남아 있다.
다만 세조 무황제는 외삼촌인 왕개를 꽤 좋아했다고 전해진다. 왕개가 석숭과의 사치 경쟁에서 조금 밀린다는 이야기를 듣자 황실의 보물인 산호수를 내어줄 정도였으며, 그뒤 서진은 이때부터 몰락의 길을 걷기 시작한다.

## 가족관계
- 사마소(태조 문황제) (매형)
  - 사마염(세조 무황제) (조카)
  - 사마유 (조카)
  - 사마조 (조카)
  - 사마정국 (조카)
  - 사마광덕 (조카)
  - 경조장공주 (조카)

### 관련 인물
왕랑 (조부), 왕숙 (부), 문명황후 왕씨 (누나)